# 桃园镇 (睢宁县)
桃园镇，是中华人民共和国江苏省徐州市睢宁县下辖的一个乡镇级行政单位。

## 行政区划
桃园镇下辖以下地区：
桃园社区、仔仙社区、朱集社区、朱彭社区、魏洼村、任庙村、散卓村、袁海村、小时村、宋楼村、丁衙村、彭井村、桃李村、陈集村、后台村、姚洼村、蒋胡村、常台村、马场村、袁店村、苏河村、吕洼村、王桥村、刘楼村和金庄村。